# Criterios (Cuba)
Criterios is een Cubaans tijdschrift met kritische essays over kunst, literatuur en andere culturele uitingen. Het tijdschrift werd in 1972 opgezet door cultuurcriticus Desiderio Navarro.
Navarro stelt het blad samen door essays te verzamelen van critici wereldwijd over literatuur, beeldende kunst, esthetica en uit de cultuurwetenschappen en die te vertalen voor plaatsing in het blad Criterios. Daarnaast voegt hij eigen essays toe op het gebied van kunst-, cultuur- en literaire kritiek. Hij is zelf bijvoorbeeld schrijver van 18 bloemlezingen.
Het blad richt zich op de Spaanstalige wereld in zowel Cuba als de rest van Latijns-Amerika en wordt gerekend tot een van de meest vooraanstaande tijdschriften op dit terrein. Navarro werd in 2009 dankzij vooral de oprichting van Criterios onderscheiden met een Prins Claus Prijs.